# Heizlüfter

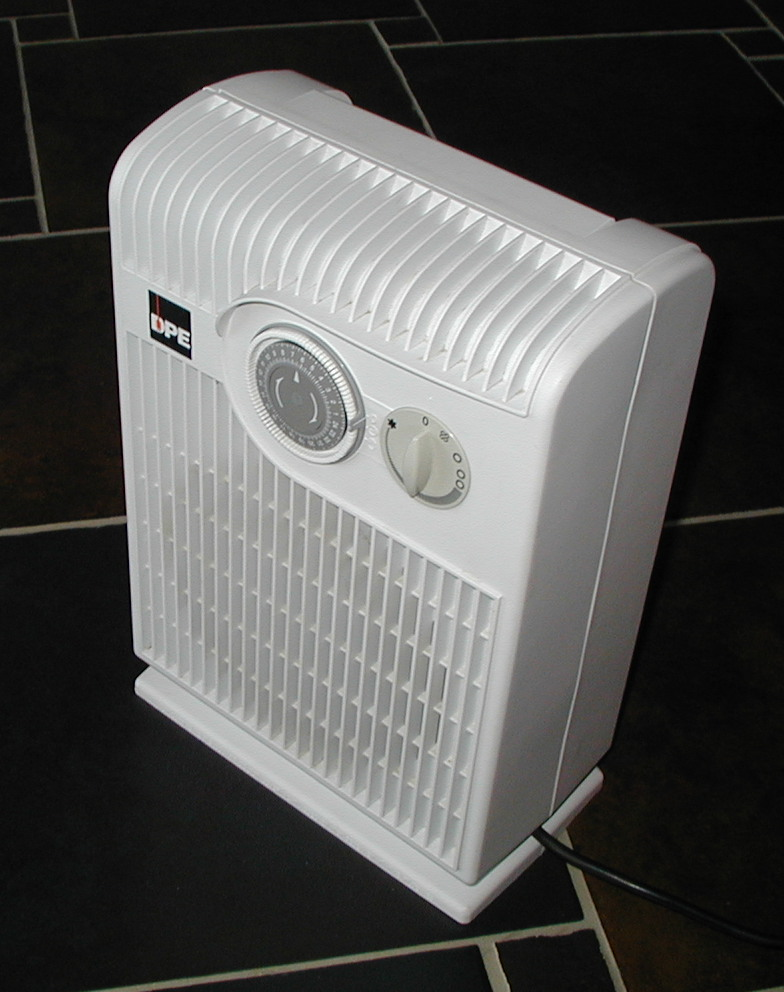
Elektrischer Heizlüfter

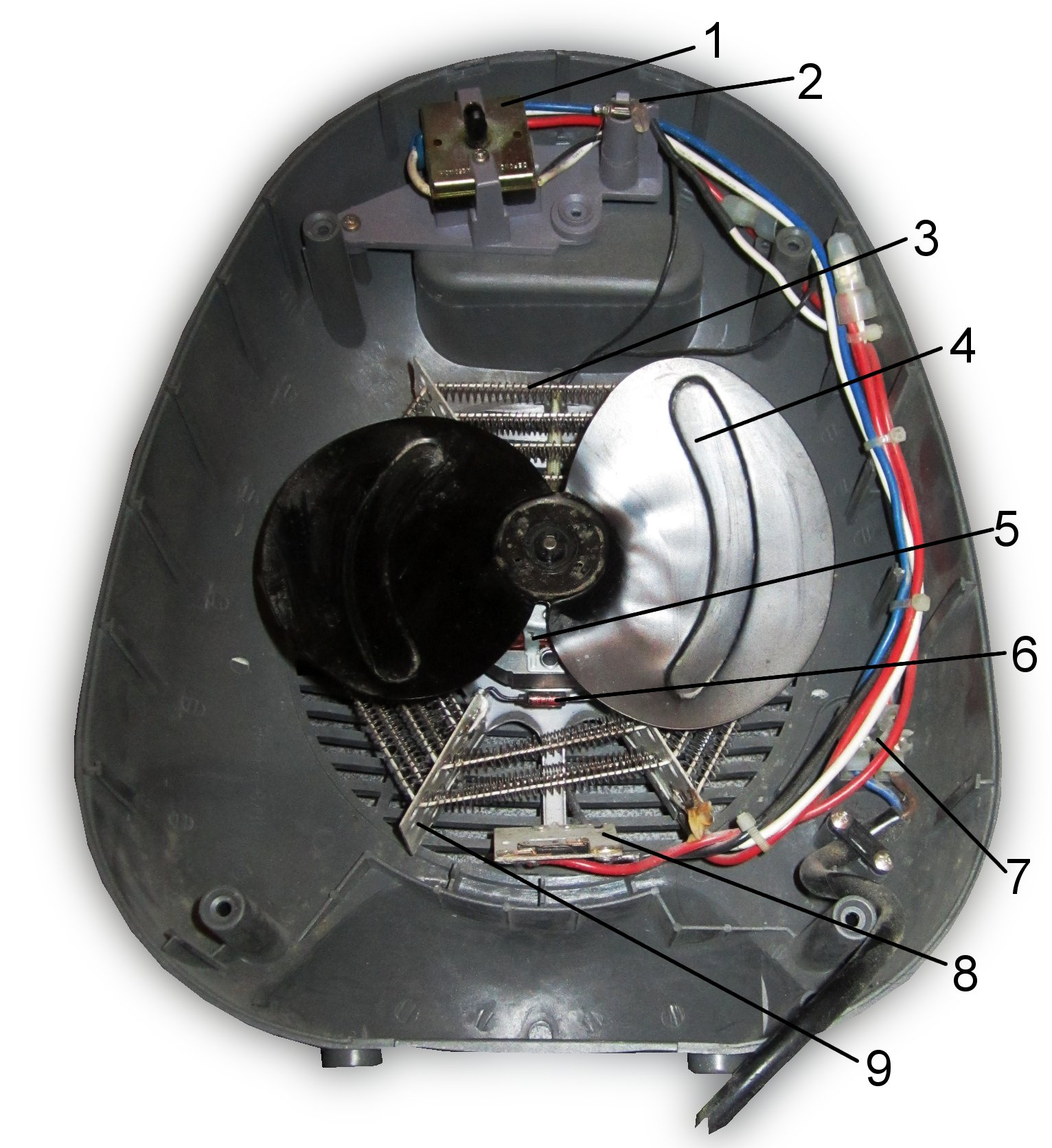
Innenansicht eines Blankdraht-Heizlüfters, Legende in der Bildbeschreibung

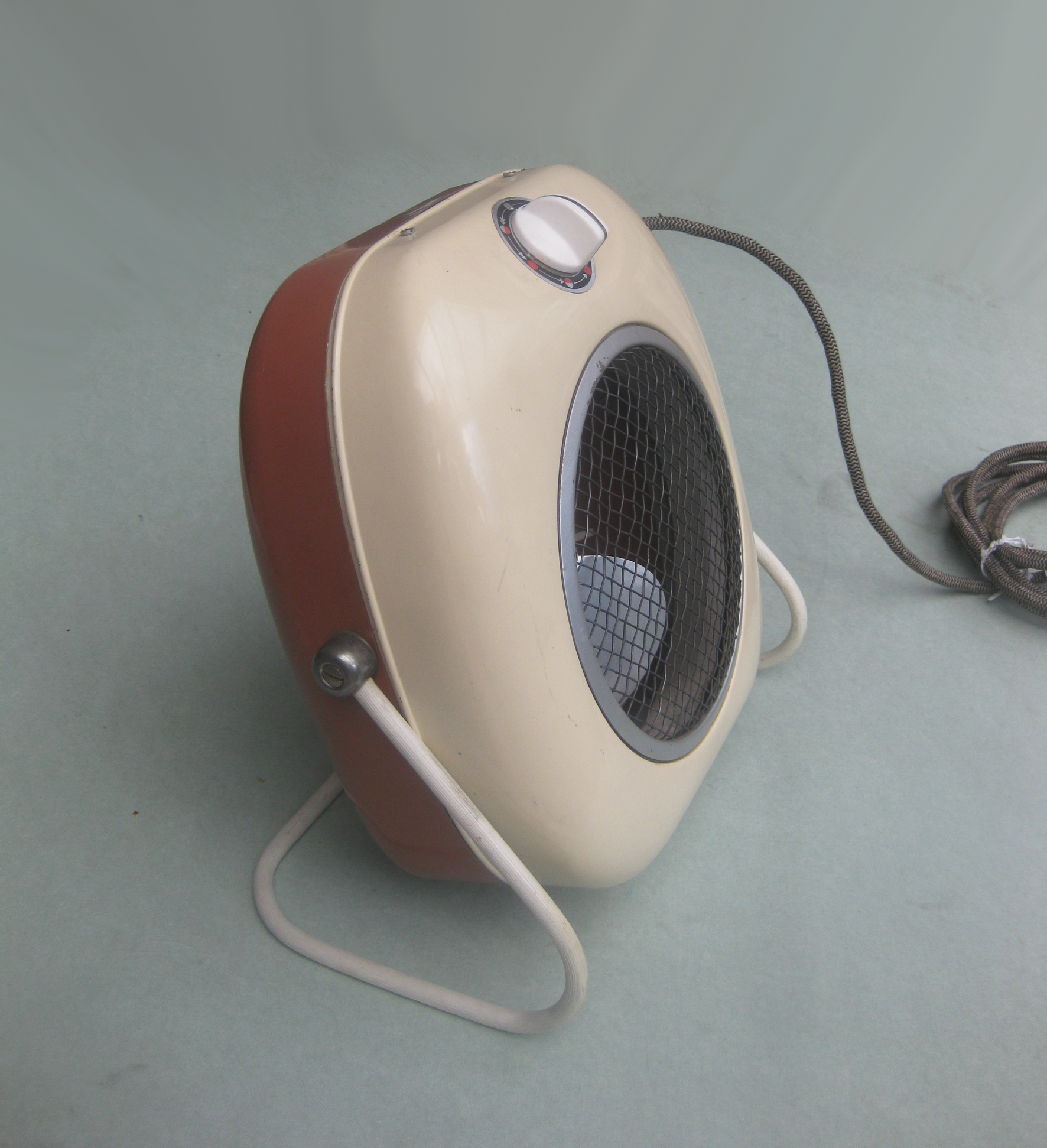
Elektrischer Heizlüfter aus den 1950er Jahren

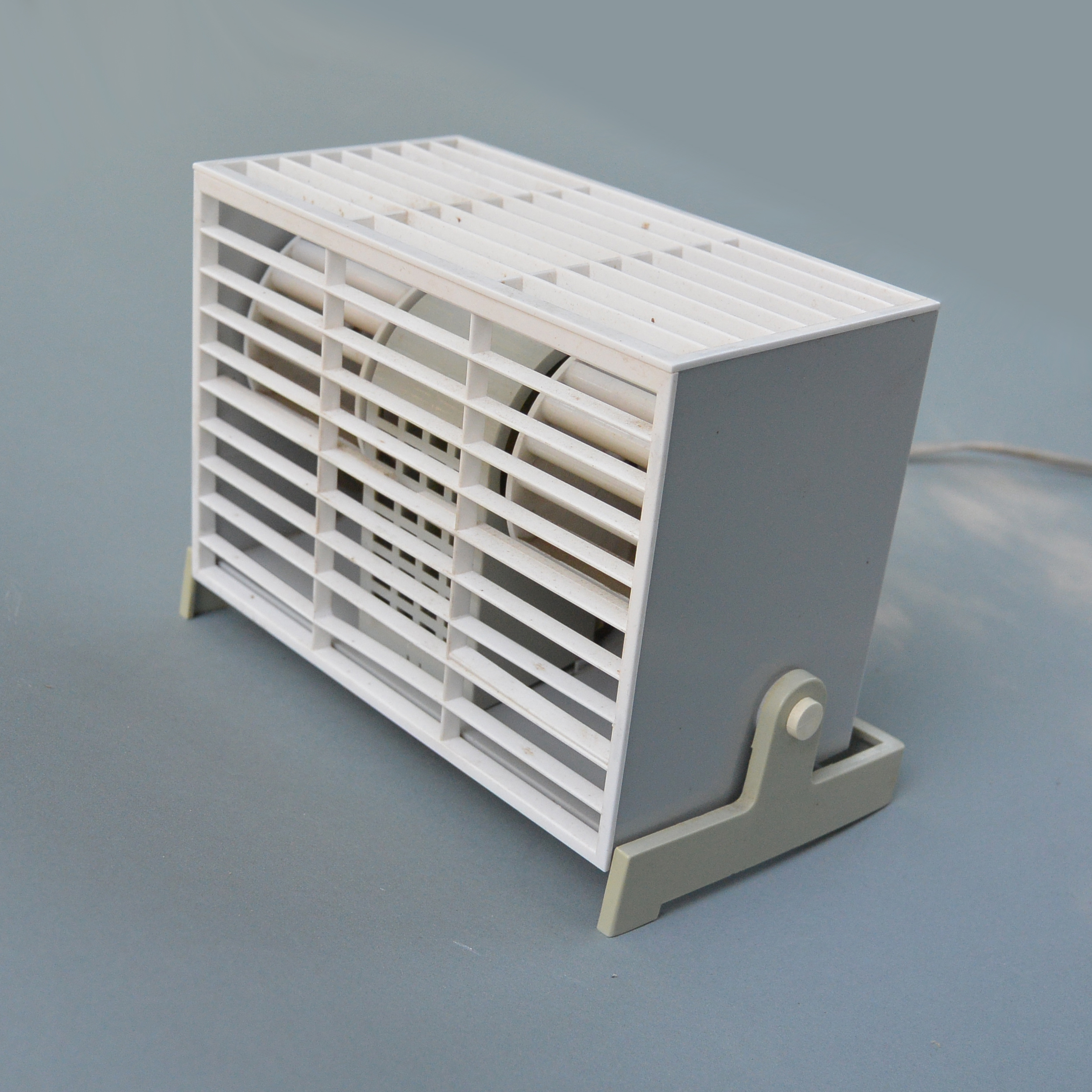
Elektrischer Tischheizlüfter aus DDR-Produktion

Ein Heizlüfter oder Elektroheizer ist ein elektrisch betriebenes Heizelement mit einem Ventilator, zur Erwärmung der durchströmenden Luft. Heizlüfter werden in Mitteleuropa aufgrund der hohen Stromkosten meist nur als (temporäre) Ergänzung oder als Notersatz für eine herkömmliche Heizung eingesetzt.

## Praktischer Betrieb
Standardgeräte verfügen meist umschaltbar über 1.000 oder 2.000 W Heizleistung, teurere Geräte zusätzlich einen Thermostaten zur stufenlosen Temperstureinstellung. Heizlüfter sind nicht unumstritten, haben aber einige Vorteile.
Vorteile:
- Geringer Anschaffungspreis
- Kompakte Abmessungen
- Flexible Einsatzmöglichkeit und leichte Installation
- Weder Gasanschluss noch Heizungsrohre notwendig
- Schnelle Wärme
- Lokal keine Abgase

Nachteile:
- Hoher Strompreis (kein Nachtstrom möglich)[1]
- Heizen mit Strom hat einen geringen Gesamtwirkungsgrad, wenn der Strom aus fossilen Brennstoffen erzeugt wird.
- Aufwirbelung von Staub
- Ventilator erzeugt Luftzug
- Gebläsegeräusch

Heizlüfter werden häufig als Zusatzheizung oder in wenig genutzten oder kleinen Räumen eingesetzt, z. B. in Gäste-WCs, Gästezimmern, Hobby- und Kellerräumen, kleinen Werkstätten und als Frostschutzmaßnahme in Räumen ohne Heizung. Häufig gibt es für diese Einsatzbereiche nur wenige Alternativen.

## Aufbau
Die Heizung in Geräten für den Einsatz in häuslicher Umgebung besteht meist aus einem Blankdraht-Heizelement, bei dem der stromführende Heizwiderstand direkt im Luftstrom angebracht ist. Für schwierigere Verhältnisse, z. B. auf Baustellen, wird statt des Blankdraht-Heizelements auch ein robusterer Rohrheizkörper verwendet, der zugleich eine höhere Schutzart gegen eindringende Fremdkörper ermöglicht. Heute findet oft auch eine Keramikheizplatte Verwendung, die nicht so heiß wird wie ein Draht, er ist daher ungefährlicher im Umgang.
Der Propeller wird meist von einem Spaltpolmotor angetrieben.
Über einen Wahlschalter kann zwischen mehreren Heizleistungen (meist 1 oder 2 kW) und einem Lüfterbetrieb ohne Heizung gewählt werden. Manche Geräte haben eine Zeitschaltuhr, um den Heizlüfter nach einer bestimmten Zeit auszuschalten.
Neben dem selbst-zurücksetzenden festeingestellten Temperaturschalter zum Überhitzungsschutz ist auch eine Temperatursicherung vorhanden, die das Gerät bei zu hohen Temperaturen irreversibel zerstört. Um ein Überhitzen durch Umkippen zu verhindern, haben viele Heizlüfter einen integrierten Kippschutz.
Manche Geräte haben im Sockel einen Schalter integriert, der die Stromzufuhr unterbricht, wenn der Fühlerstift nicht mehr auf dem Boden aufliegt. 
Andere haben einen Neigungsschalter, der das Gerät ausschaltet, sobald ein bestimmter Neigungswinkel überschritten wird.
Das Gehäuse besteht meist aus Kunststoff, seltener aus Metall. Für die Zu- und Abführung der Luft sind die Lamellen (Luftschlitze) manchmal so ausgelegt, dass sie die Zirkulation der Raumluft zusätzlich begünstigen.
Durch die gute Luftumwälzung wird zwar der Raum schnell erwärmt, andererseits aber auch Schmutz und Staub aufgewirbelt, insbesondere da Heizlüfter fast immer am Boden stehen. Verstärkend kommt hinzu, dass die warme bewegte Luft die Atemwege austrocknet.
Neben transportablen Geräten gibt es auch Modelle für Wandmontage. Sie werden vor allem in Badezimmern verwendet, wo die Gefahr besteht, dass ein mobiles Gerät durch falsche Aufstellung mit Wasser in Kontakt kommt. Bei manchen dieser Geräte ist das Gehäuse bewusst so geformt, dass es nicht frei aufgestellt, sondern nur in fest montiertem Zustand betrieben werden kann.

## Gefahren und Verwendungshinweise
Beim Betrieb eines Heizlüfters ist darauf zu achten, dass dieser freisteht und der Luftstrom nicht behindert wird. Stauwärme (durch zu wenig Ansaugluft oder versperrten Abluftweg) führt in kurzer Zeit zu einer Überhitzung des Gerätes und dessen Abschaltung, oder wenn diese nicht funktioniert, zum Brand. Daher müssen Heizlüfter über einen sicheren Stand verfügen und am besten mit einem Kippschutz ausgestattet sein. 
Heizlüfter zählen typischerweise zu den großen Stromverbrauchern im Haushalt. Durch die hohe Stromaufnahme können sie an einer minderwertigen Steckdosenleiste, zusammen mit anderen Verbrauchern angeschlossen, zu deren Überlastung führen. Manche Sicherungstypen lösen bei Überlastung zu langsam aus, weswegen es im Extremfall trotzdem zu Bränden kommen kann.
Soll der Heizlüfter als Frostschutzmaßnahme eingesetzt werden, sollte das Gerät über eine Frostwächterfunktion verfügen.
Für Heizzwecke in Bad- und Sanitärräumen gibt es Heizlüfter mit Spritzschutz, denn die meisten Heizlüfter sind konstruktionsbedingt nicht besonders gegen Spritzwasser geschützt. Außerdem besteht die Gefahr, wie beim Föhn, dass er in eine gefüllte Badewanne fällt. Dagegen schützt eine handelsübliche Sicherung nicht.
Im Zuge der Energiekrise seit 2021 wurde berichtet, dass in Deutschland viele Bürger aus Angst vor einer Einstellung der Versorgung mit Erdgas Heizlüfter für den Notfall erwarben. Das führte zu der Befürchtung, es könne beim gleichzeitigen Einsatz dieser Geräte durch den erhöhten Verbrauch zu einem großflächigen Blackout kommen. Eine Überprüfung ergab, dass der Einsatz von Heizlüftern alleine zwar nicht zu einem Zusammenbruch der Stromversorgung führen dürfte, die Lage jedoch zusätzlich verschlechtern würde. Darüber hinaus wurde darauf hingewiesen, dass das Heizen mit Elektrizität auch noch nach dem starken Anstieg der Gaspreise erheblich teurer sei.

## Brände
Regelmäßig gehen von unbeobachteten Heizlüftern Gebäudebrände aus.
Das wohl folgenschwerste durch einen Heizlüfter ausgelöste Unglück dürfte die Brandkatastrophe von Kaprun im Jahr 2000 sein. Damals hatte ein unsachgemäß in eine Standseilbahn eingebauter Heizlüfter, der zudem nach Herstellerangaben gar nicht für Fahrzeuge zugelassen war, das an Bord befindliche Hydrauliköl der Bremsanlage in Brand gesetzt und so zu einem Tunnelinferno geführt, das 155 Menschen das Leben kostete.